# Exorista nympharum
Exorista nympharum är en tvåvingeart som först beskrevs av Camillo Rondani 1859.  Exorista nympharum ingår i släktet Exorista och familjen parasitflugor. Inga underarter finns listade i Catalogue of Life.